# Internationale Hogeschool voor Fysiotherapie Thim van der Laan
Die Internationale Hogeschool voor Fysiotherapie Thim van der Laan (deutscher Name: Internationale Hochschule für Physiotherapie Thim van der Laan) ist eine Hochschule für Physiotherapie mit Sitz in Nieuwegein, Niederlande.

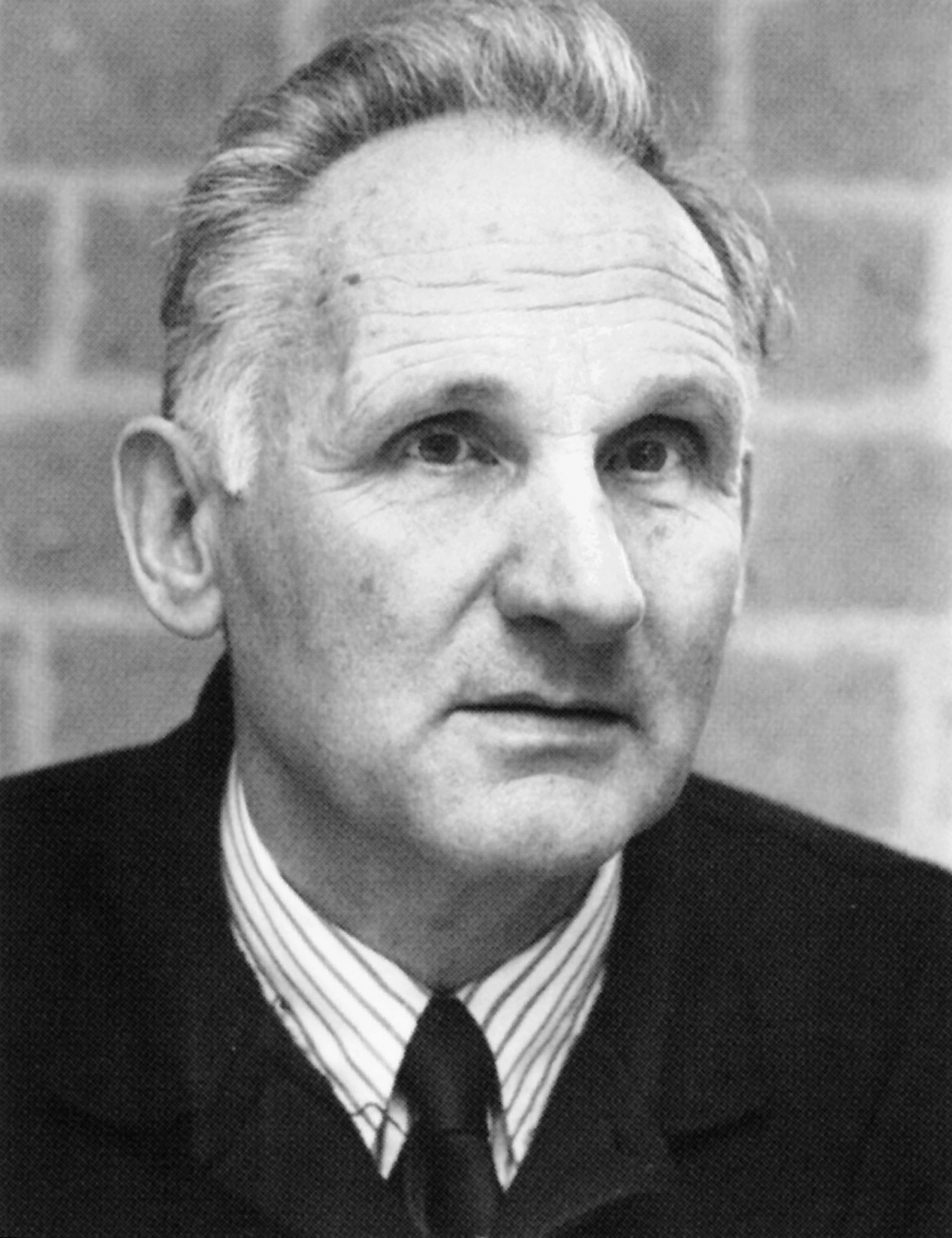
Hochschulgründer Thim van der Laan, 1995

## Entstehung
1974 gründete Thim van der Laan (1924–1993) in Utrecht die Academie voor Fysiotherapie Thim van der Laan. Er war überzeugt, dass jeder Mensch fähig ist, seine Talente zu entfalten und dadurch die eigenen Ideale zu realisieren. Wichtig waren ihm Grundhaltung, Motivation, Durchsetzungsvermögen, Disziplin und nicht zuletzt die Freude am Beruf. Deshalb lautete sein Lebensmotto: «Nihil volentibus arduum.» Frei übersetzt: «Wo ein Wille ist, ist auch ein Weg». Tragende Säulen waren von jeher die Vermittlung beruflicher Fachkenntnisse sowie die Förderung und Reifung der Persönlichkeit des Studierenden. Heutzutage ist die Hochschule für Physiotherapie Thim van der Laan in Nieuwegein ansässig. In den 1980er Jahren fand eine Restrukturierung im niederländischen Hochschulwesens statt, wobei die Schule von Thim van der Laan in die heutige Hochschule von Utrecht eingegliedert wurde. Thim van der Laan entschloss sich jedoch 1991 erneut, eine eigene, private Hochschule für Physiotherapie zu gründen. Diese zweite Ausbildung war anfänglich in einem Ausbildungszentrum in der Innenstadt von Utrecht beheimatet. Seit 2001 ist diese in Nieuwegein ansässig.
Ende der 1980er Jahre befasste sich Thim van der Laan zum ersten Mal mit der Absicht, in der Schweiz im Kanton Graubünden eine Akademie für angehende Physiotherapeuten zu gründen, da es damals für Spitäler, Heime und Privatpraxen schwierig war, ausgebildetes Fachpersonal zu finden. 1990 erteilte der Kanton Graubünden der Bildungsinstitution die provisorische, 1992 die definitive Bewilligung. Ende 1990 begann der erste Ausbildungsgang mit 22 Studierenden.
Seit 2008 wird auch in Deutschland ein so genanntes duales Studienprogramm in Kooperation mit Partnerschulen angeboten. Dieses Studienprogramm führt ebenfalls zum Bachelortitel in der Physiotherapie.

## Struktur und Leitung
Die Hochschule wurde nach dessen Tod gleichberechtigt von seinen Söhnen Thim van der Laan und Jeroen van der Laan geleitet. Die Brüder waren gleichberechtigte Aktionäre an der Thim van der Laan BV, welche Eigentümer der internationalen Hochschule für Physiotherapie Thim van der Laan waren. Seit dem Frühling 2022 ist sein Enkel (Thim van der Laan jr.) nicht nur Direktor der gleichnamigen Schule in der Schweiz, sondern auch von der Schule in den Niederlanden. Die Hochschule existiert dadurch seit ihrer Gründung 1974 als Familienunternehmen, was in der heutigen Hochschullandschaft als außergewöhnlich bezeichnet werden kann. Thim van der Laan jr. führt die Hochschule "THIM" in Landquart seit 2015.

## Ausbildungsgänge
In den Niederlanden wird sowohl eine Vollzeitausbildung, als auch eine Teilzeitausbildung in Physiotherapie angeboten. In der Schweiz gibt es neben der Vollzeitvariante seit 2017 auch eine berufsbegleitende Variante. In Deutschland wird ein duales, berufsbegleitendes Ausbildungsprogramm angeboten, welches vor allem auf Absolvierende der deutschen Ausbildung zum Physiotherapeuten ohne Hochschulabschluss ausgerichtet ist.

## Anzahl der Studierenden
2020 studieren in den niederländischen Studienprogrammen ungefähr 600 Vollzeit- und Teilzeitstudenten; in der Schweiz sind 250 Studierende immatrikuliert, während die Anzahl der Studierenden in Deutschland bei ungefähr 300 liegt.

## Anerkennung
Alle Absolventen des Bachelorprogramms erhalten das niederländische Diplom Bachelor of Science in Physiotherapie. Das Studienprogramm ist von der NVAO (Niederländisch-Flämische Akkreditierungsorganisation) anerkannt, zuletzt mit Beschluss vom 25. Februar 2019, gültig bis November 2025.